# 宜兴公主
宜兴公主（？—1514年），明朝公主，明英宗与魏德妃之女。
成化九年（1473），公主下嫁馬誠。正德九年（1514），公主去世。